# Ларионов, Иван Петрович
Ива́н Петро́вич Ларио́нов (23 января (4 февраля) 1830, Пермь — 22 апреля (4 мая) 1889, Саратов) — русский композитор, литератор, фольклорист, музыковед
, хоровой дирижёр.
Автор песни «Калинка» (1860), которую многие ошибочно считают русской народной.

## Биография
Родился в дворянской семье Петра Осиповича Ларионова и Елизаветы Дмитриевны, имел шестерых братьев и сестёр.
В 1839—1848 годах учился в Первом кадетском корпусе в Москве, занимался в ученическом хоре и вскоре стал его регентом. Затем в офицерском звании был направлен в один из пехотных полков русского экспедиционного корпуса И. Ф. Паскевича, с которым участвовал в Венгерской кампании 1848—1849 годов. Во время службы написал несколько романсов. По возвращении из военного похода был назначен воспитателем во Второй кадетский корпус в Москве.
В 1858 году вышел в отставку и поселился в Саратовской губернии, стал музыкальным рецензентом «Саратовского справочного листка». Кроме этого, много ездил по Российской империи, собирая русские народные песни, в итоге собрав около четырёхсот.
В 1860 году, участвуя в постановке саратовскими артистами акта драмы «Бобыль» Круглополова под названием «Васильев вечер», написал и впервые исполнил песню «Калинка». Вскоре после этого по просьбе своего приятеля Д. А. Агренева-Славянского передал песню в его репертуар.
В 1867 году был избран мировым судьёй Вятской губернии Сарапульского уезда в оружейный завод, где прослужил до 1875 года. В эти годы написал оперу «Барышня-крестьянка».
В 1875 году вышел в отставку и после смерти жены при родах третьей дочери вернулся с детьми в Саратов.
В 1877 году стал постоянным театральным и музыкальным рецензентом «Саратовского справочного листка», был автором цикла статей «Музыкальные беседы». Преподавал пение в музыкальных классах Саратовского отделения Русского музыкального общества, в Мариинском институте благородных девиц, работал в городском хоре.
В 1889 году скончался от рака желудка. Согласно метрической книге, похоронен на Воскресенском кладбище Саратова.

### Личная жизнь
- Жена — Анна Ильинична Ларионова (при рождении Ерёмина).
  - Дочь — Ольга Ивановна Лангельд (при рождении Ларионова). Муж дочери — Густав Эдмундович (Константин Федорович) Лангельд.
    - Внук — биолог Федор Константинович Лангельд.
      - Правнучка — Ольга Федоровна Дровенкова (при рождении Лангельд).

  - Дочь — Мария Ивановна Ларионова-Лапчинская. Муж дочери — педагог Михаил Михайлович Лапчинский.
    - Внук — Демьян Михайлович Лапчинский.

  - Дочь — актриса Елизавета Ивановна Ларионова (сценическое имя Доброклонская). Муж дочери — полицмейстер Симбирска Пифиев Василий Асафович [1].

Был другом А. Н. Плещеева.

## Память
- 20 августа 1999 года — мемориальная доска на фасаде дома в Саратове, где работал И. П. Ларионов (скульптор В. Харитонов).
- 12 июня 2010 года — памятная плита в честь И. П. Ларионова на городской Аллее Доблести и Славы Перми.
- с 24 мая 2022 года — улица в Саратове между Братьев Никитиных и Усть-Курдюмской[3][4]